# 聖多明哥 (梅里達州)
聖多明哥（西班牙語：Santo Domingo），是委內瑞拉的城鎮，位於該國西部梅里達州，是卡德納爾金特羅市的首府，距離梅里達市80公里，海拔高度2,173米，每年平均降雨量1,486毫米。